# Милица Живадиновић
Милица Живадиновић (Београд, 1975) је српска сликарка и списатељица. Праунука је Борисава Станковића, чувеног српског књижевника родом из Врања.

## Биографија
Рођена је 1975. године у Београду. Живи и ствара између два града, Париза и Београда, од 1999. године. Дипломирала је на Академији лепих уметности у Версају, потом докторирала на Универзитету Париз 8. Докторски рад преточен у монографију Miodrag Mica Popovic 1923-1996 - peindre a travers les mailles du rideau de fer објавила је 2014. на француском језику у издању Editions l’Age d’Homme из Швајцарске уз подршку Француског националног центра за књигу (Centre National du Livre – CNL), потом и на српском језику у издању Орион Арта, уз подршку Министарства културе Републике Србије.
Милица Живадиновић је ауторка монографија Орнаменти Србије - пиротски ћилим (Лагуна, 2022, уз подршку Министарства културе Републике Србије) и Чаролија пиротског ћилима – колекција породице Николић (Космик Арт, Београд, 2023). Као ликовни уметник остварила је до сада више од двадесет самосталних изложби у Паризу, Београду и широм Србије (најважнији циклуси КосмоОко, Космичка хармонија и Путујуће шаре Србије). Учествовала је на више од 40 колективних изложби широм Европе. Члан је УЛУС-а од 2008. године и француског удружења уметника (Maison des Artistes).
Пројекат Калеидоскоп Србије реализовала је уз подршку Министарства културе Републике Србије путем конкурса за суфинансирање пројеката промовисања културе и уметности Србије у иностранству у дигиталном формату 2019. године. Пројекат је представљен широм света посредством дипломатско- конзуларне мреже. Добитница је награде Звезда Београда 2021 Канцеларије за младе Града Београда.
Паралелно с радом на сликарском платну, уметнички накит је усвојила као свој нови ликовни и примењени израз. Године 2013. створила своју прву колекцију накита и основала свој бренд MITSI-PARIS. Инспирацију за ручно сликани накит проналази у традиционалним мотивима са Балкана, посебно у шарама са пиротских ћилима, орнаментици на српским средњовековним фрескама, али у и космичким феноменима.

## Галерија
- На отварању изложбе ”Путујуће шаре Србије” у Врању
- Милица Живадиновић је ауторка две монографске публикације
- Са једне од изложби Милице Живадиновић у Врању
- Уметнички накит Милица Живадиновић усвојила је као свој нови ликовни и примењени израз
- Детаљ са отварања изложбе ”Путујуће шаре Србије” у Врању